# Чайковский (Красноярский край)
Чайко́вский — посёлок в Боготольском районе Красноярского края России. Административный центр Чайковского сельсовета.

## Геогафия
Посёлок находится на расстоянии примерно 15 км к северо-северо-востоку (NNE) от города Боготол, административного центра района. Абсолютная высота — 256 м над уровнем моря.

## Население
| 2010 |
| ---- |
| 324  |

### Гендерный состав
По данным Всероссийской переписи населения 2010 года, в посёлке проживало 324 человека (148 мужчин и 176 женщин).

## Улицы
| - ул. 50 лет Октября, - ул. Дружбы, - ул. Есенина, - ул. Заречная, - ул. Кирова, | - ул. Космонавтов, - ул. Мира, - пер. Северный, - ул. Советская, - ул. Советской Армии. |